# 산화·환원 전위
산화·환원 전위(redox potential, ORP, oxidation / reduction potential)는 화학반응에 의하여 어떤 물질이 전자를 잃고 산화되거나 또는 전자를 받고 환원되려는 경향의 강도를 나타내는 것을 말한다. 화학종이 전극에서 전자를 얻거나 전극에서 전자를 잃음으로써 각각 산화되거나 환원되는 경향을 측정한 것이다. 산화환원 전위는 볼트(V)로 표시된다. 각 종은 고유한 산화환원 전위를 가지고 있다. 예를 들어, 환원 전위가 더 긍정적일수록(환원 전위는 전기화학의 일반적인 형식으로 인해 더 자주 사용됨) 전자에 대한 종의 친화력과 산화 경향이 더 커진다.